# Vika
Vika is een plaats in de gemeente Falun in het landschap Dalarna en de provincie Dalarnas län in Zweden. De plaats heeft 398 inwoners (2005) en een oppervlakte van 58 hectare. De plaats heeft een kerk uit 1469, die bekend is vanwege zijn muurschilderingen. De plaats ligt aan het meer Vikasjön, dat via de Vikasundet in verbinding staat met het meer Runn.

## Verkeer en vervoer

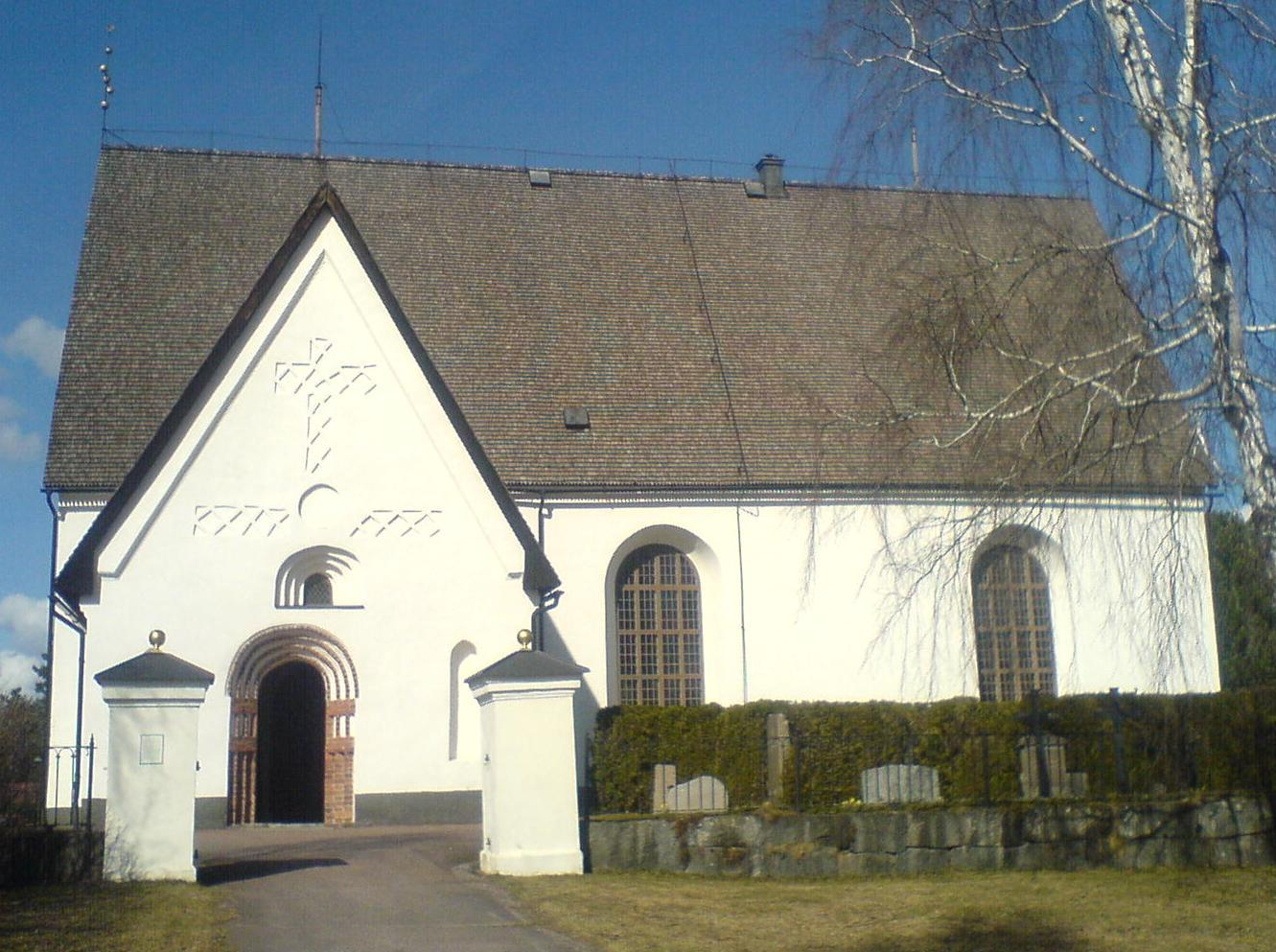
Kerk

Bij de plaats loopt de Riksväg 69.